# أوسكار سنتوريون
أوسكار سنتوريون (بالإسبانية: Oscar Centurión)‏ هو مدرب كرة قدم ولاعب كرة قدم باراغواياني، ولد في 24 يناير 1986 في أسونسيون في باراغواي. لعب مع Deportes Copiapó ‏.

## وصلات خارجية
- أوسكار سنتوريون على موقع Soccerway.com (الإنجليزية)